# 鍋島直恒
鍋島 直恒（なべしま なおつね）は、肥前国蓮池藩4代藩主。

## 生涯
元禄14年（1701年）12月5日、第3代藩主・鍋島直称の次男として江戸麻布藩邸で生まれる。正徳5年（1715年）に従五位下・朝散大夫・摂津守に叙任される。享保2年（1717年）4月9日、父の隠居により家督を継いだ。
享保3年（1718年）に幕命により接待役を任じられると、財政難のために臨時税を課し、さらに上米や長崎商人からの借金などを行なっている。その後も財政難が続いて参勤費用にも事欠く有様であり、山林売却や参勤免除を幕府に願い出るよう本家の佐賀藩に申し出たが、却下されている。享保17年（1732年）には旱魃・虫害などで6400石の減収となり、天災も相次いだ。このため財政整理を行ない、延享2年（1745年）には遂に徳恩寺に祈願し神仏に頼るほどだった。寛延元年（1748）5月には朝鮮通信使の接待役を務め、駿河国江尻で一行をもてなした。その頃、直恒の側近に対し臨済宗の白隠が与えたのが『遠羅天釜（おらでがま）』巻之上「答鍋島摂州侯近侍書」である。2年（1749年）10月16日に江戸で死去した。享年49。
跡を長男の直興が継いだ。

## 系譜
父母
- 鍋島直称（父）
- 興祥院 ー 鍋島光茂の養女、小花和成之の娘（母）

正室
- 鍋島光茂の娘

側室
- 無価院 ー 犬塚常章の娘
- 大隈良雄の娘

子女
- 鍋島直興（長男）生母は無価院（側室）
- 鍋島喬良（次男）
- 牟田守尋（三男）
- 鍋島直寛[注釈 1]（四男）生母は大隈氏（側室）
- 鍋島中務室
- 諫早石見室
- 堀河康実室
- 犬塚某室 ー 犬塚常芳の養女
- 諫早石見の養女
- 鍋島主馬室